# Badi (Guinée)
Pour l’article homonyme, voir Badi (homonymie).
Badi est une ville à l'ouest de la Guinée. Cette sous-préfecture dépend de la préfecture de Dubréka, dans la région de Kindia.

## Population
En 2016, la localité comptait 11 391 habitants.